# Stictoptera connecta
Stictoptera connecta är en fjärilsart som beskrevs av Embrik Strand 1917. Stictoptera connecta ingår i släktet Stictoptera och familjen nattflyn. Inga underarter finns listade i Catalogue of Life.